# Station Hamburg-Eidelstedt
Station Hamburg-Eidelstedt (Bahnhof Hamburg-Eidelstedt, kort Eidelstedt) is een spoorwegstation in het stadsdeel Eidelstedt van de Duitse plaats Hamburg, in de gelijknamige stadstaat. Het station is onderdeel van de S-Bahn van Hamburg en alleen treinen van de S-Bahn kunnen hier stoppen.

## Geschiedenis
Het station lag oorspronkelijk aan de in 1844 geopende spoorlijn Hamburg-Altona - Kiel. In 1902 kreeg het een aansluiting aan de spoorlijn naar Kaltenkirchen (AKE). Met de omlegging van deze spoorlijn liepen vanaf 1912 ook de reizigerstreinen van de AKE via Eidelstedt. In 1965 werd de spoorlijn Hamburg Holstenstraße - Pinneberg in gebruik genomen en ontstond het huidige station Eidelstedt. De treinen van de Eisenbahn Gesellschaft Altona-Kaltenkirchen-Neumünster (AKN) rijden vanaf toen niet verder dan Eidelstedt (op enkele treinen na). Een deel van het voormalige AKN-tracé wordt nu door de S-Bahn gebruikt en de voormalige stations Stellingen en Hamburg-Altona AKN (ook Kaltenkirchner Bahnhof genoemd), worden niet meer gebruikt door de AKN.

## Exploitatie
Eidelstedt wordt door treinen van de S-Bahnlijnen S3 en S5 evenals de AKN-lijn A1 bediend. De S-Bahnlijnen rijden in de spits- en daluren elke 10 minuten, de AKN elke 20 minuten, zodat per uur er planmatig ongeveer 30 treinen van het station vertrekken. De treinen van de AKN eindigen in station Eidelstedt via een kopspoor aan de zuidoostzijde. Reizigers moeten voor de richting van de Hamburgse binnenstad op het station overstappen, behalve één keer per dag, dan rijdt er een AKN-trein van/naar Hamburg Hauptbahnhof.

## Verbindingen
De volgende S-Bahnlijnen doen station Eidelstedt aan:
| Serie | Treinsoort                          | Route | Bijzonderheden |
| ----- | ----------------------------------- | --- | --- |
|       | S-Bahn (DB Regio)                   | Pinneberg – Elbgaustraße – Eidelstedt – Altona – Hauptbahnhof – Harburg – Harburg Rathaus – Neugraben                                                                    | |
|       | S-Bahn (DB Regio)                   | Elbgaustraße – Eidelstedt – Dammtor – Hauptbahnhof – Harburg – Harburg Rathaus – Neugraben – Buxtehude – Stade                                                           | |
| A 1   | Regionalbahn/S-Bahn (AKN Eisenbahn) | Hamburg Hbf – Hamburg Dammtor – Hamburg-Eidelstedt – Hamburg-Schnelsen – Quickborn – Ulzburg Süd – Henstedt-Ulzburg – Kaltenkirchen (Holst) – Bad Bramstedt – Neumünster | HH-Eidelstedt - Kaltenkirchen elke 20 min., Kaltenkirchen - Neumünster 2x per uur in de spits, ma-vr 1x per dag van/naar Hamburg Hbf |

Hamburg-Altona ·
Hamburg Diebsteich ·
Hamburg-Langenfelde · 
Hamburg-Stellingen ·
Hamburg-Eidelstedt ·
Hamburg Elbgaustraße ·
Krupunder ·
Halstenbek ·
Thesdorf ·
Pinneberg ·
Prisdorf ·
Tornesch ·
Elmshorn ·
Horst (Holst) ·
Dauenhof ·
Wrist ·
Brokstedt ·
Neumünster ·
Einfeld ·
Bordesholm ·
Flintbek ·
Kiel Hauptbahnhof